# WOT: Web of Trust
Web of Trust (WOT) – bezpłatny program komputerowy stworzony przez fińską firmę WOT Services, Ltd – wtyczka do przeglądarek internetowych. Służy on do określenia reputacji witryn internetowych pod czterema względami: zaufania, wiarygodności operatora, prywatności i bezpieczeństwa dzieci. Stopień zaufania witryny oceniany jest w pięciostopniowej skali oznaczonej kolorami – od krwistego do ciemnego zielonego; obliczany algorytmicznie poprzez połączenie ocen użytkowników i danych z innych źródeł. Reputację witryny można również sprawdzić na oficjalnej stronie internetowej.

## Historia
WOT została założona w 2006 przez Sami Tolvanen i Timo Ala-Kleemola, którzy napisali program WOT, będąc podyplomowymi na Politechnice w Tampere w Finlandii. Uruchomili oni usługę oficjalnie w 2007 r.
Firma WOT współpracuje z: hpHosts, Facebook, Panda Security, LegitScript i PhishTank i TRUSTe.

## Cel WOT
WOT może być instalowany na wszystkich najpopularniejszych przeglądarkach.
Nie jest to dodatek typu open source. Ma on na celu dwie rzeczy:
- wysyła oceny użytkowników WOT,
- wyświetla obliczone wyniki w przeglądarce użytkownika obok linków zewnętrznych w postaci kolorowych obrączek na stronach: Google, Gmail, Bing, Hotmail, Yahoo, Yandex, Mail.ru, Wikipedia, Facebook, Twitter i wiele innych.

## Recenzje
Narzędzie otrzymało pochlebne recenzje w prasie, czasem z łagodną krytyką. Niektórzy ludzie kierują ostrzejszą krytykę, twierdząc, że system jest zbyt podatny na błędne wyniki  spowodowane celowymi, szkodliwymi działaniami przez użytkowników. Firma twierdzi, iż bardzo ciężko o takie nadużycia i są zazwyczaj neutralizowane.

## Pozew
W dniu 7 grudnia 2010 roku, dziesięć firm, wszystkie związane z Ayman El-Difrawi aka Alec Difrawi w Orlando na Florydzie pozwały WOT Services za zniesławienie, naruszenie prawa, spisek i algorytmy manipulacji. Domagały się między innymi roszczeń, usunięcia ocen i komentarzy ze swoich licznych stron internetowych.
WOT uznał, iż sprawa jest całkowicie bezpodstawna i zasugerował oddalenia sprawy. W dniu 8 grudnia 2011 r. Sąd na Florydzie uwzględnił wniosek WOT do odwołania. Sprawa została oddalona z uprzedzeniami.